# Lose Ourselves
Lose Ourselves is een nummer van de Nederlandse zanger Alain Clark uit 2013. Het is de tweede single zijn vierde studioalbum Walk with me.
Het vrolijke soulnummer werd een klein hitje in Nederland, met een 33e positie in de Nederlandse Top 40.